# 代代木八幡站

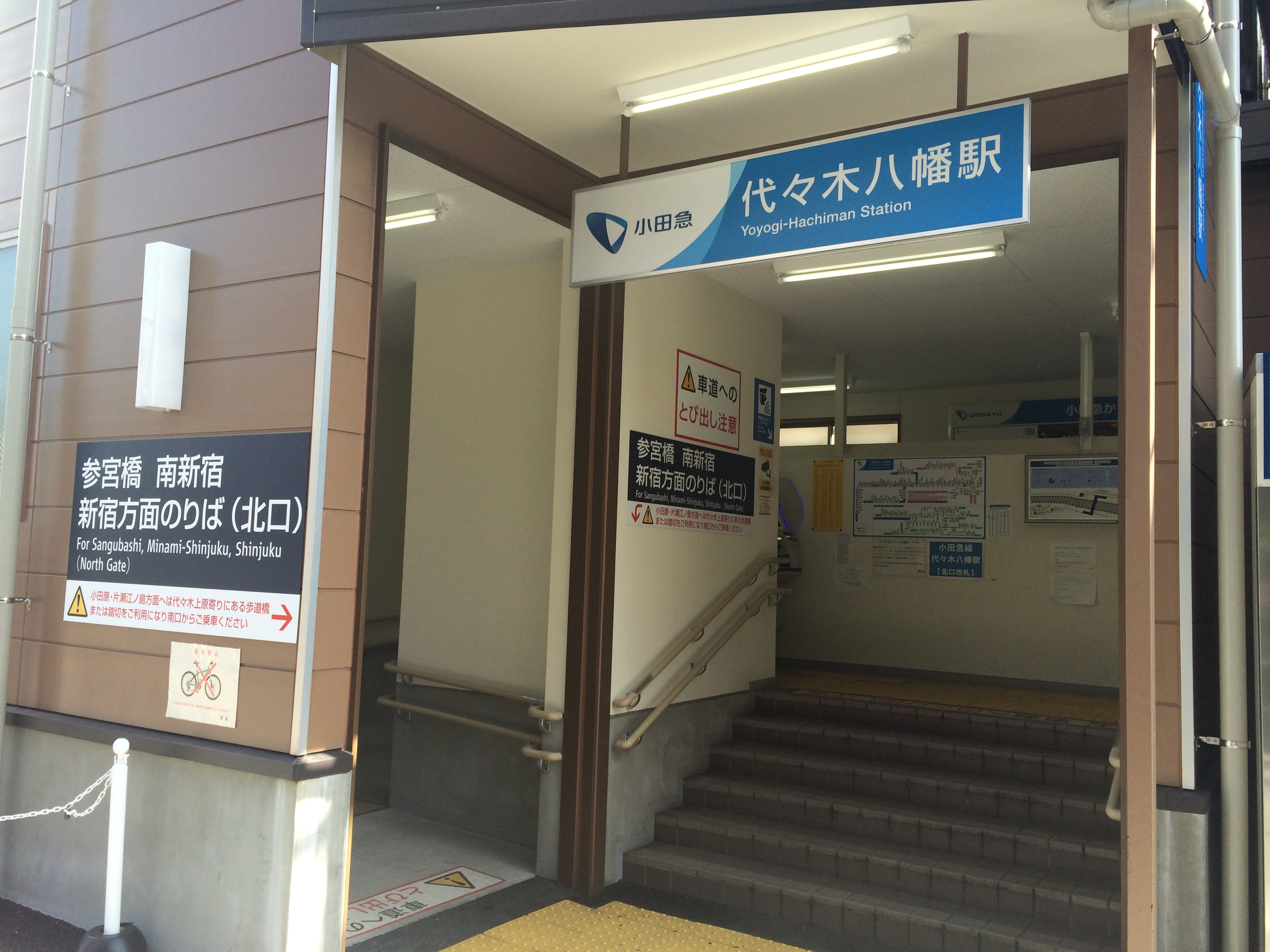
北口（2017年3月4日）

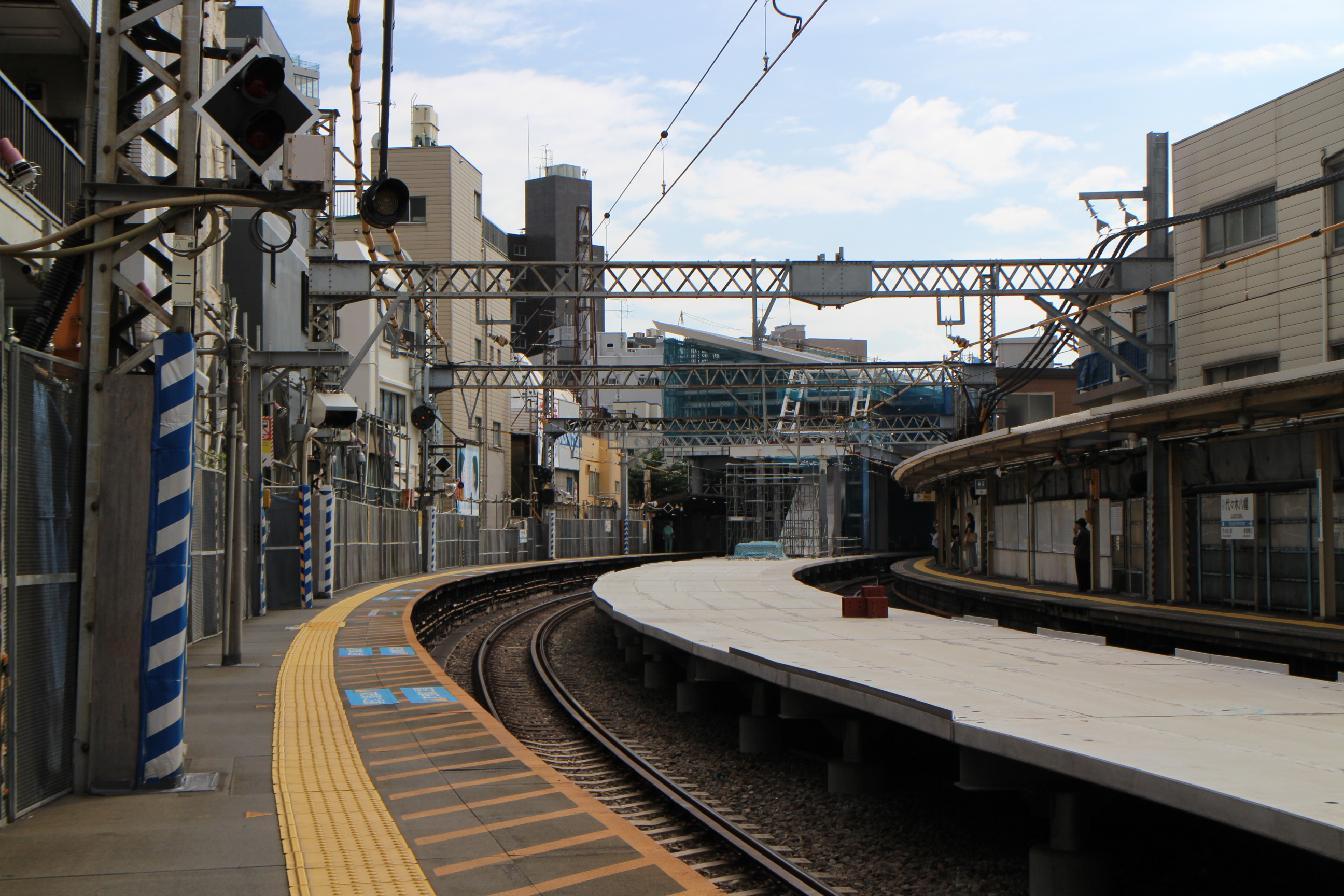
站內的鐵路彎道（2018年7月30日）

代代木八幡站（日语：／ Yoyogi-hachiman eki */?）是位於日本東京都澀谷區代代木五丁目，屬於小田急電鐵小田原線的鐵路車站。車站編號是OH 04。

## 历史
- 1927年（昭和2年）4月1日：小田急線通車。為各站停車停靠站。
- 1945年（昭和20年）5月20日：太平洋战争期間，本站遭到空襲。在周边居民和从下北泽站沿著鐵道跑來的站务员的協力下，免遭烧毁。
- 1972年（昭和47年）10月1日：同年10月20日帝都高速度交通營團（營團地下鐵）千代田線霞關－代代木公園通車，為提升轉乘便利性，平日尖峰時刻上行準急加停本站。開始兩站轉乘業務。
- 1978年（昭和53年）3月31日：千代田線代代木公園－代代木上原通車，取消上述設定，只停靠各站停車。
- 2019年（平成31年·令和元年）
  - 3月16日：啟用新站舍。既存2面2線月台改為1面2線月台，並改為對應10節編組[2]。
  - 11月30日：站舍與山手通連結的聯絡通道（西口）啟用[2]。

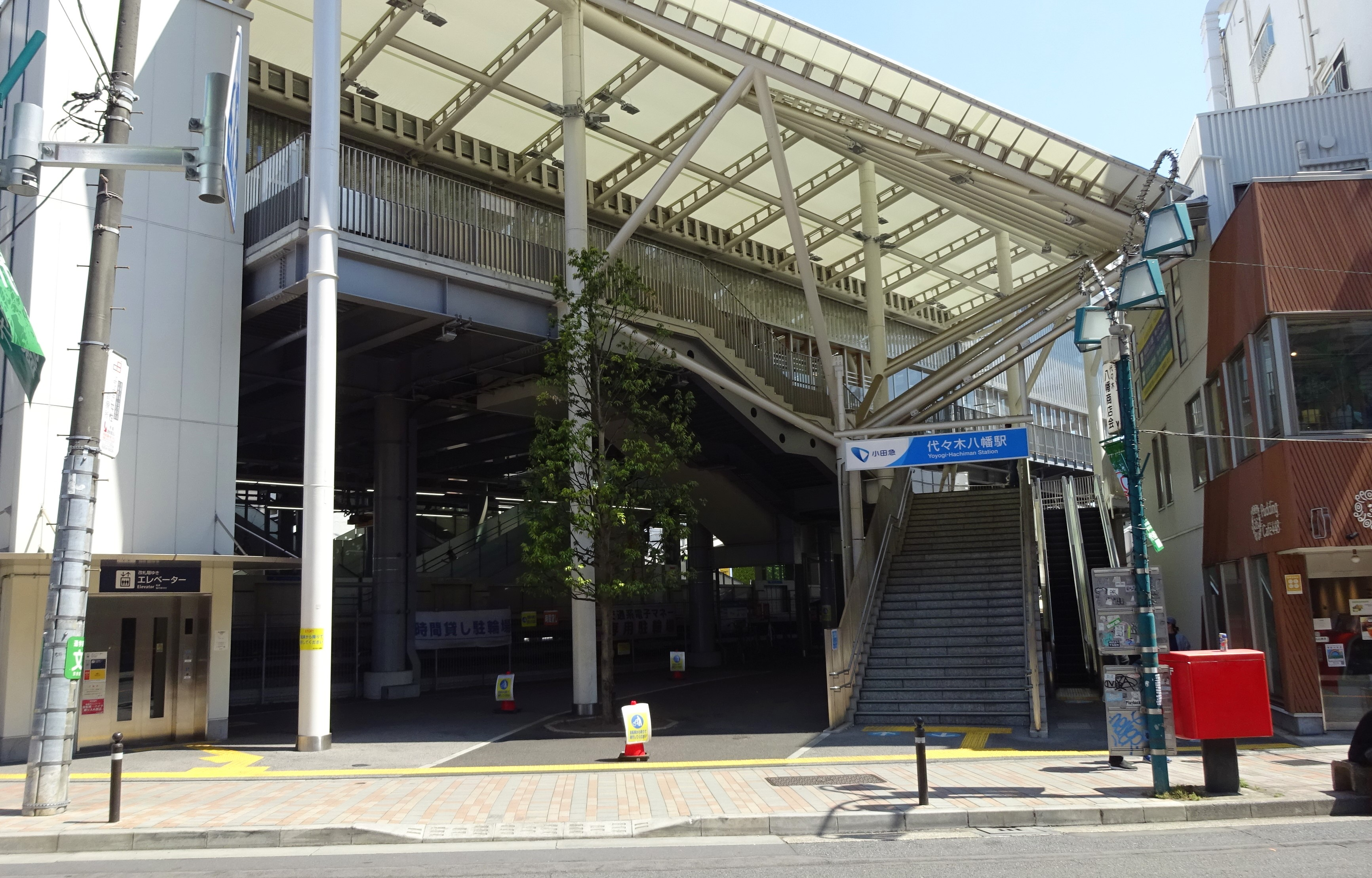
南入口（2023年5月）
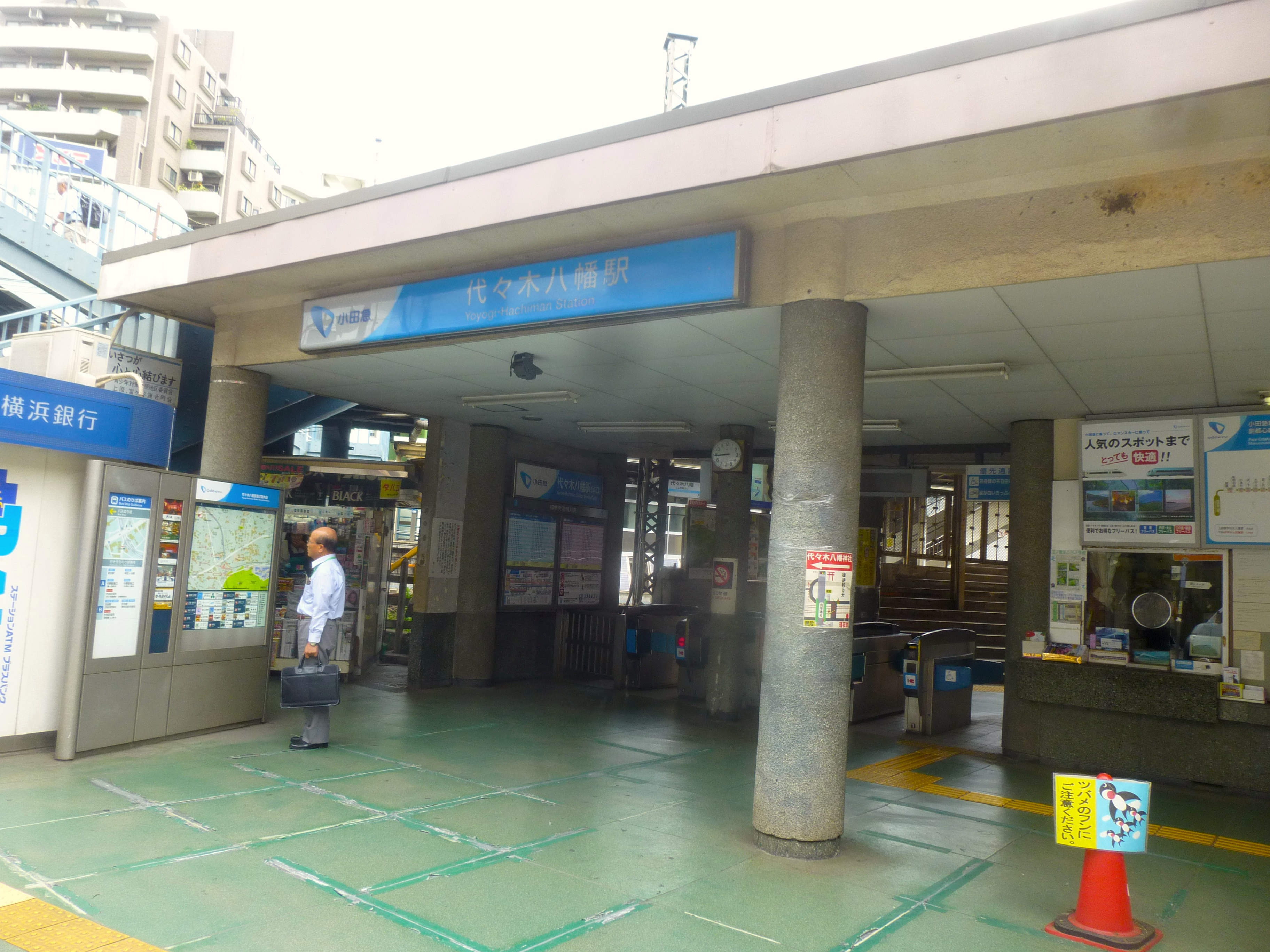
舊南口（2013年5月）
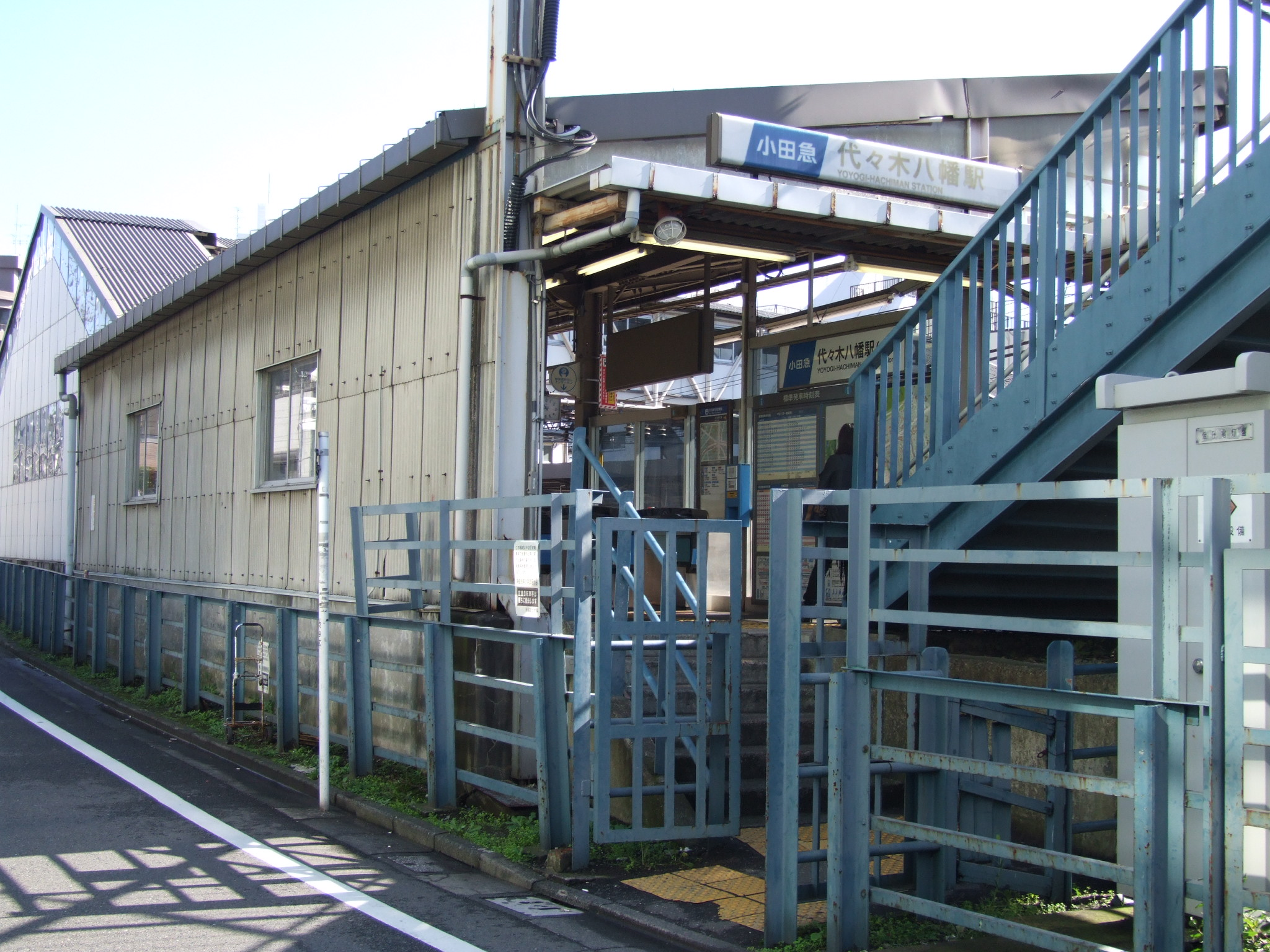
舊北口（2007年11月）
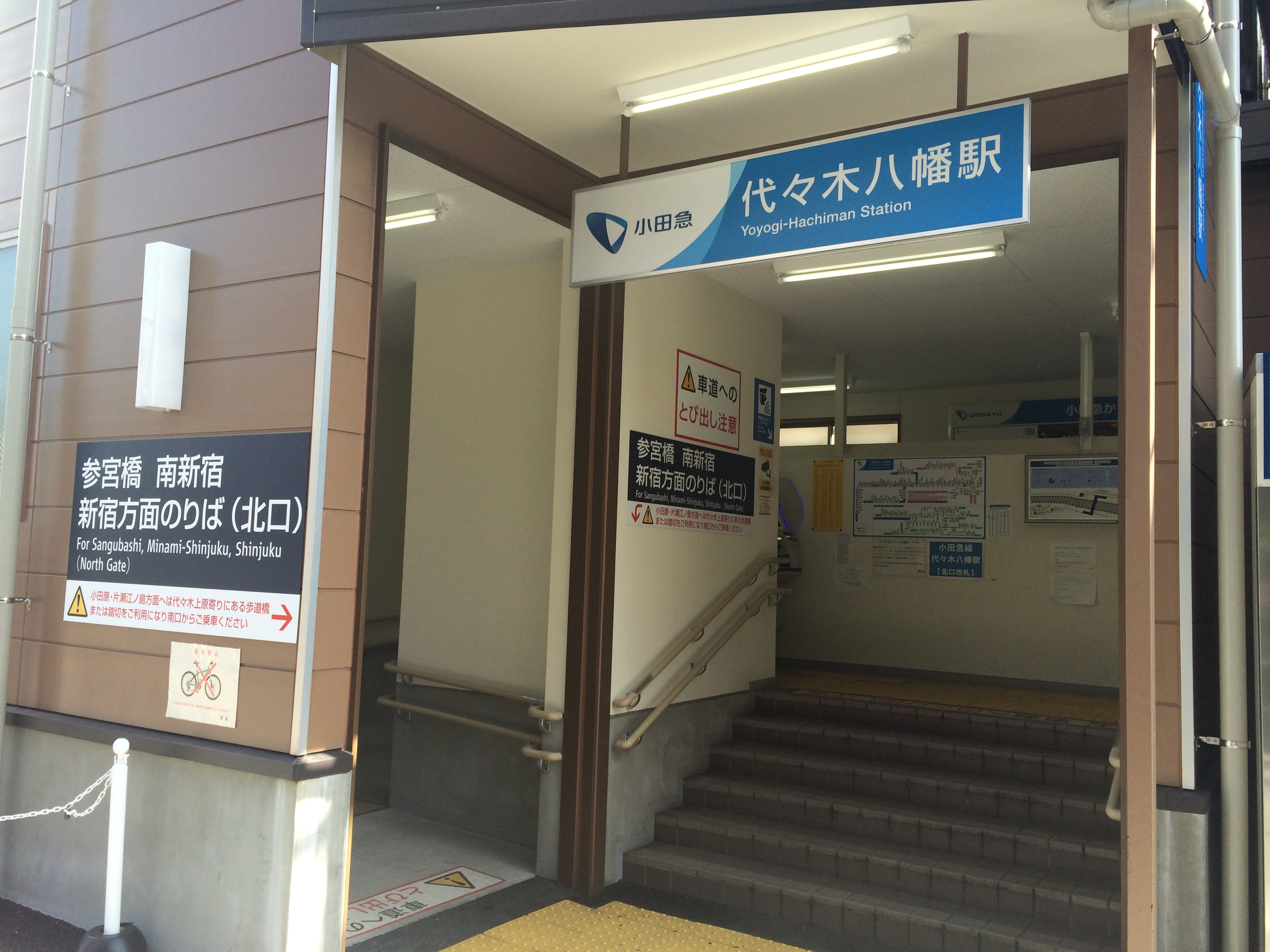
舊北口站舍（2017年3月4日攝）
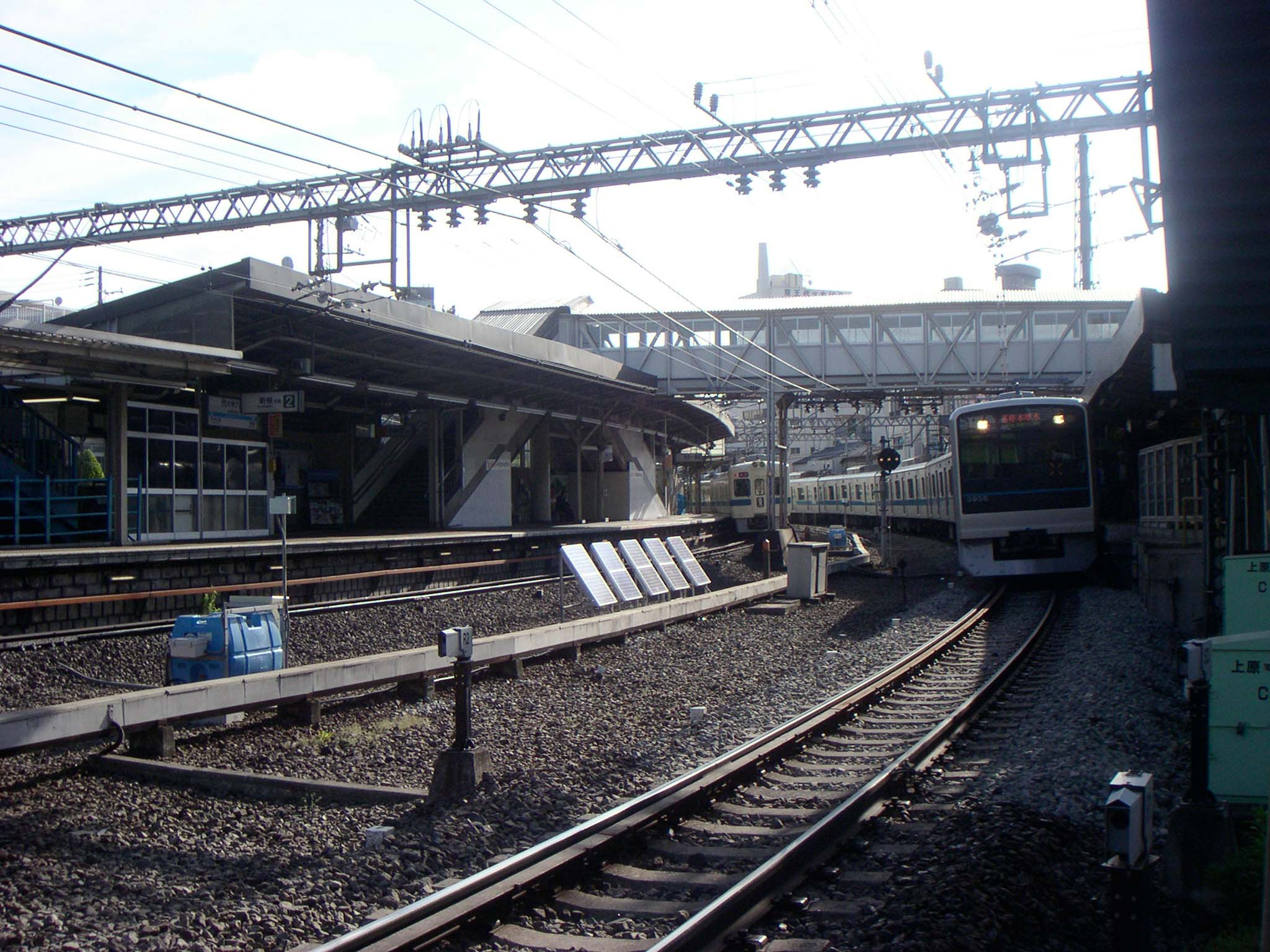
以前車站構內

## 車站結構
本站為側式月台2面2線地面車站。由於位在大彎道上，列車行駛速度限制在45km/h，上下車時也須注意月台間隙。另外，代代木上原側是小田原線與東京地下鐵千代田線的匯流處。
本站除進站音樂外還有到站音樂，作為上下車的提醒音樂。
剪票口有1號月台（下行）的南口剪票口，與2號月台（上行）的臨時剪票口（北口剪票口）。兩月台間設有天橋連結。
本站於2019年3月啟用跨站式站房與新設島式月台，停用原本的岸式月台。同年9月啟用南北自由通道電梯、同年12月啟用往山手通的天橋與自行車專用南北天橋。

### 月台配置
月台編號從海側（南側）開始。
| 月台 | 路線     | 方向 | 目的地                                 |
| ---- | -------- | ---- | -------------------------------------- |
| 1    | 小田原線 | 下行 | 小田原、箱根湯本、藤澤、片瀨江之島方向 |
| 2    | 小田原線 | 上行 | 新宿方向                               |

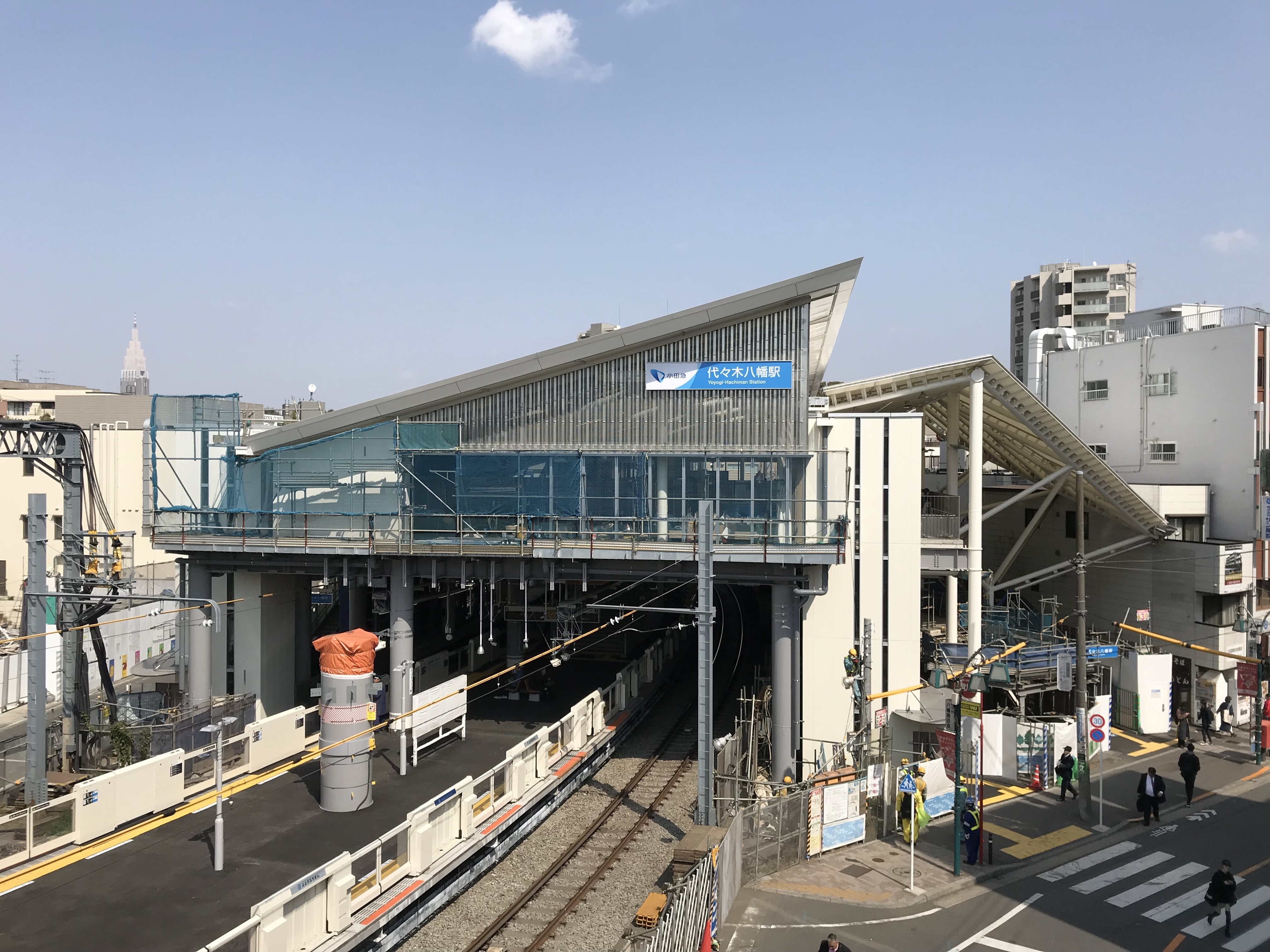
通道設置前站舍（2019年3月27日攝）
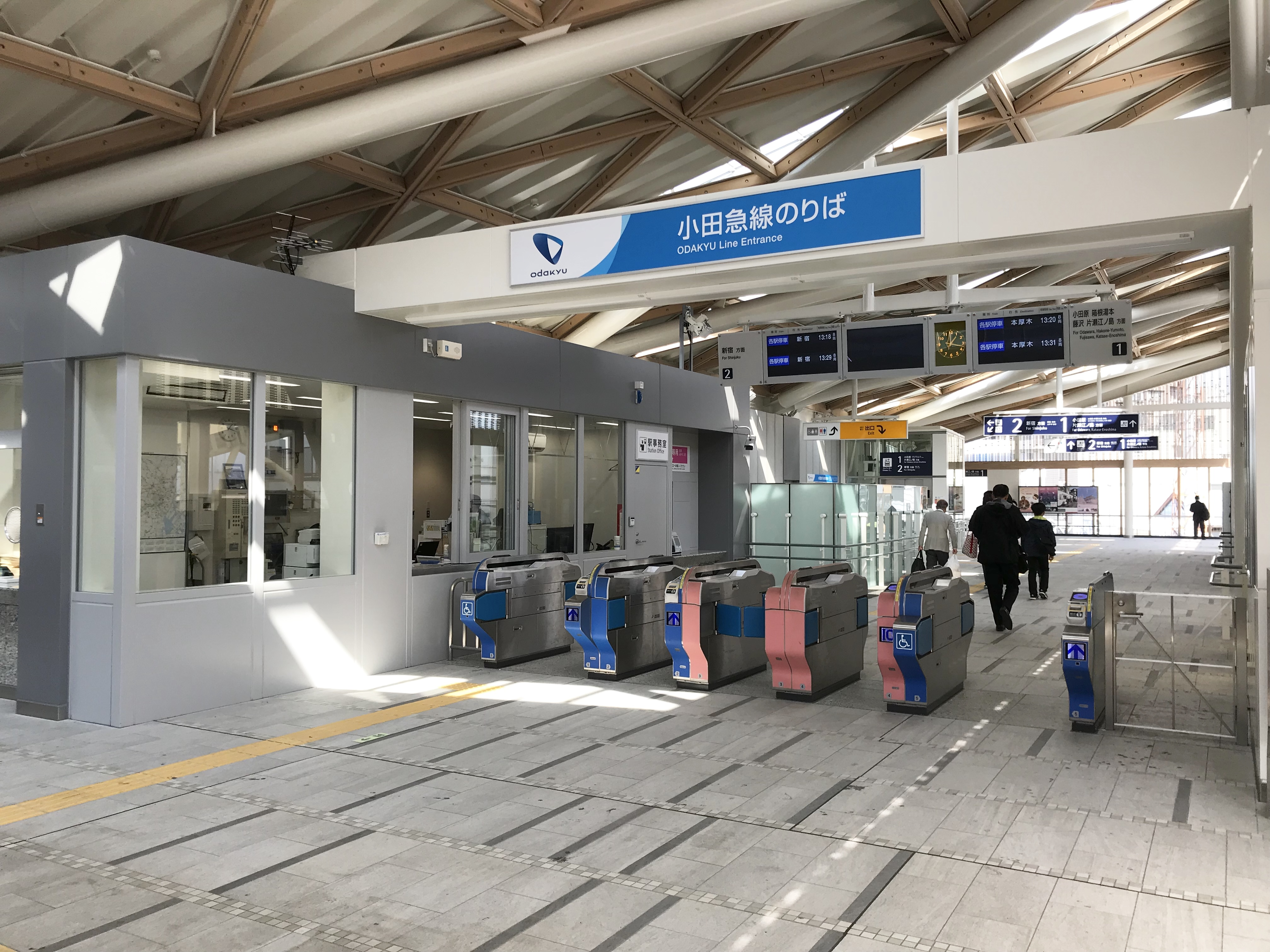
閘口（2019年3月27日攝）

### 站內設備
廁所設於1號月台。商店與橫濱銀行ATM位於1號月台側的剪票口外。2號月台剪票口有自動售票機與自動精算機，沒有站員。
1號月台與剪票口之間因高低差，設有無障礙斜坡。
2號月台至外部道路也設有斜坡。但因平時都是關閉狀態，使用時須按下呼叫按鈕請站員協助。
2017年3月4日起關閉1號月台與2號月台之間的天橋。要來往北口與南口需透過站外平交道。2018年2月，新設的付費區外天橋（車站改良工程完成後將成為南北自由通道）啟用。

## 使用情況
2017年度1日平均上下車人次為20,527人，在小田急全部70個車站當中排名53位。
近年1日平均上下車人次、上車人次變化如下表。
| 年度               | 1日平均 上下車人次 | 1日平均 上車人次 | 來源     |
| ------------------ | ------------------ | ---------------- | -------- |
| 1990年（平成02年） |                    | 9,649            | [ * 1 ]  |
| 1991年（平成03年） |                    | 10,014           | [ * 2 ]  |
| 1992年（平成04年） |                    | 10,047           | [ * 3 ]  |
| 1993年（平成05年） |                    | 10,044           | [ * 4 ]  |
| 1994年（平成06年） |                    | 9,622            | [ * 5 ]  |
| 1995年（平成07年） |                    | 9,566            | [ * 6 ]  |
| 1996年（平成08年） |                    | 9,416            | [ * 7 ]  |
| 1997年（平成09年） |                    | 9,230            | [ * 8 ]  |
| 1998年（平成10年） |                    | 9,260            | [ * 9 ]  |
| 1999年（平成11年） |                    | 9,279            | [ * 10 ] |
| 2000年（平成12年） |                    | 9,334            | [ * 11 ] |
| 2001年（平成13年） |                    | 9,373            | [ * 12 ] |
| 2002年（平成14年） | 19,417             | 9,499            | [ * 13 ] |
| 2003年（平成15年） | 19,905             | 9,757            | [ * 14 ] |
| 2004年（平成16年） | 21,767             | 9,542            | [ * 15 ] |
| 2005年（平成17年） | 21,460             | 9,381            | [ * 16 ] |
| 2006年（平成18年） | 21,655             | 9,479            | [ * 17 ] |
| 2007年（平成19年） | 21,623             | 9,730            | [ * 18 ] |
| 2008年（平成20年） | 20,997             | 9,548            | [ * 19 ] |
| 2009年（平成21年） | 20,283             | 9,282            | [ * 20 ] |
| 2010年（平成22年） | 20,051             | 9,268            | [ * 21 ] |
| 2011年（平成23年） | 19,460             | 9,055            | [ * 22 ] |
| 2012年（平成24年） | 19,682             | 9,181            | [ * 23 ] |
| 2013年（平成25年） | 20,342             | 9,400            | [ * 24 ] |
| 2014年（平成26年） | 19,810             | 9,382            | [ * 25 ] |
| 2015年（平成27年） | 20,411             | 9,716            | [ * 26 ] |
| 2016年（平成28年） | 20,541             | 9,803            | [ * 27 ] |
| 2017年（平成29年） | 20,527             |                  |          |

## 車站周邊

### 南口
- 東京地下鐵千代田線代代木公園站

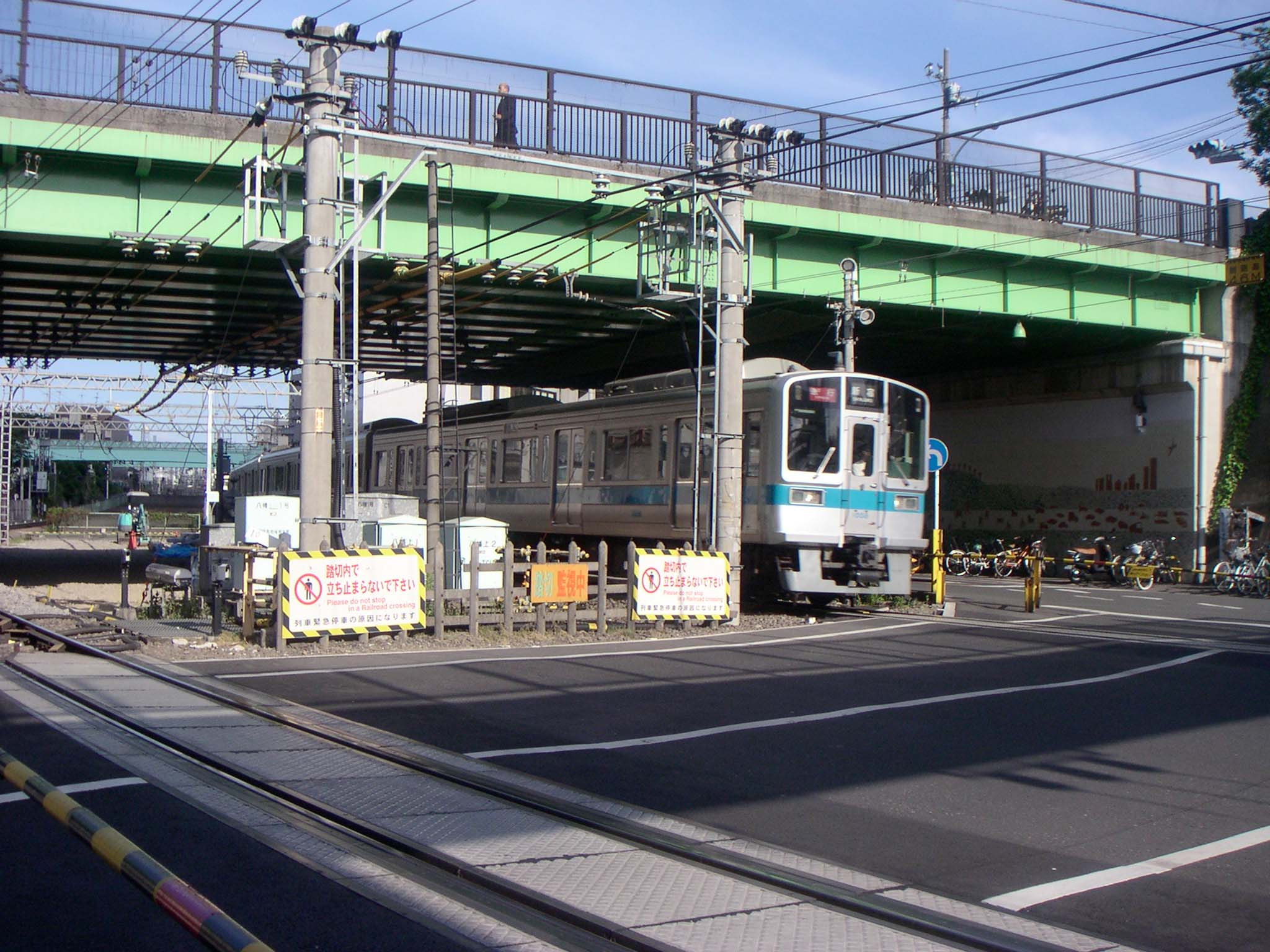
通過山手通進入車站的上行列車（1000形）

  - 代代木公園站 - 代代木上原通車以前，兩站為轉乘站。
- 代代木公園
  - 日本航空起源地紀念碑
- 澀谷區立富谷圖書館

- Hakuju Hall（日语：Hakuju Hall）

- 東京消防廳澀谷消防署富谷出張所
- 澀谷富谷一郵便局
- 山手通
- 井之頭通
- 東海大學附屬望星高等學校（日语：東海大学付属望星高等学校）
- 東海大學代代木校區（法人本部） - 小田原的代代木上原站也是最近站
- 井上醫院
- NHK廣播電視中心

步行20分可至澀谷中心街等澀谷中心地區。

### 北口
- 山手通
- 代代木八幡宮（日语：代々木八幡宮）
- 電氣安全環境研究所（日语：電気安全環境研究所）
- 越南大使館
- 保加利亞大使館
- 元代代木郵便局
- Orijinal設計（日语：オリジナル設計）本社

### 巴士路線
山手通旁有「代代木八幡站入口」巴士站（都營巴士、京王巴士東、八公巴士）。

#### 富谷小學校側乘車處（初台、中野、阿佐谷方向）
- 澀61：往初台站
- 澀63：經幡谷站往中野站南口
- 澀64：經中野坂上站往中野站南口
- 澀66（京王）、（都營）：經笹塚站、代田橋、方南八幡通、杉並車庫（日语：都営バス杉並支所）往阿佐谷站前
- 八公巴士（日语：ハチ公バス）（澀谷區社區巴士）春之小川線：經笹塚站往澀谷區役所

#### 代代木八幡站側乘車處（澀谷方向）
- 澀61：經東大裏、東急百貨店本店（日语：東急百貨店本店）前往澀谷站
- 澀63、澀64：經澀谷區役所（日语：渋谷区役所）往澀谷站
- 澀66：經神山、東急百貨店本店前往澀谷站
- 八公巴士（澀谷區社區巴士）春之小川線：經原宿站入口往澀谷區役所

## 站名由來
站名來自於1212年創建、位在車站附近的小丘上的「代代木八幡宮」。

## 相鄰車站
小田急電鐵
 小田原線

■快速急行、■通勤急行、■急行
通過
■各站停車
參宮橋（OH 03）－代代木八幡（OH 04）－代代木上原（OH 05）

## 外部連結
- 代代木八幡 - 小田急電鐵